# Hunzenschwil
Hunzenschwil (schweizerdeutsch: ˌhʊntsəˈʃʋiːʊ) ist eine Einwohnergemeinde im Schweizer Kanton Aargau. Sie gehört zum Bezirk Lenzburg und liegt zwischen Lenzburg sowie dem Kantonshauptort Aarau.

## Geographie
Die Gemeinde liegt zum grössten Teil in der Ebene zwischen dem Suhrental im Westen und dem Seetal im Osten. In Richtung Norden neigt sich das Gelände sanft zum Aaretal hin. Die einst getrennten Ortsteile Unterdorf und Oberdorf sind mittlerweile lückenlos zusammengewachsen. Im Südosten erhebt sich der Lotten (545 m ü. M.), ein Molassehügel, der das nördliche Ende des über dreissig Kilometer langen Höhenzugs zwischen dem Wynental und dem Seetal bildet.
Die Fläche des Gemeindegebiets beträgt 326 Hektaren, davon sind 79 Hektaren bewaldet und 146 Hektaren überbaut. Der höchste Punkt befindet sich auf 545 Metern auf dem Gipfel des Lotten, der tiefste auf 395 Metern an der nordwestlichen Gemeindegrenze. Nachbargemeinden sind Rupperswil im Norden, Schafisheim im Osten, Gränichen im Süden und Suhr im Westen.

## Geschichte
Bereits im 19. Jahrhundert war die Existenz einer Ziegelei aus der Römerzeit bekannt. Bis 2002 kamen zahlreiche Ziegel- und Töpferöfen zum Vorschein. Die im März 2005 gemachten Funde sind jedoch für die Schweiz einzigartig. Entdeckt wurden zwei Hallen und weitere Infrastrukturbauten aus der zweiten Hälfte des 1. Jahrhunderts, in denen die Produktion von Ziegeln im industriellen Ausmass betrieben wurde; zum Komplex gehörte auch ein ausgeklügeltes Wasserversorgungssystem. Hauptabnehmer der Ziegel war das Legionslager in Vindonissa.
Nachdem sich die Römer zu Beginn des 5. Jahrhunderts zurückgezogen hatten, war die Gegend etwa vierhundert Jahre lang unbewohnt und wurde dann durch die Alamannen besiedelt, vermutlich zunächst als Aussensiedlung von Suhr. Die erste urkundliche Erwähnung von Hintziswil erfolgte im Jahr 1101. Der Ortsname stammt vom althochdeutschen Hunzilineswilari und bedeutet «Hofgut des Hunzilin». Im Mittelalter lag das Dorf im Herrschaftsbereich der Grafen von Lenzburg, ab 1173 in jenem der Grafen von Kyburg. Nachdem diese ausgestorben waren, übernahmen die Habsburger im Jahr 1273 die Landesherrschaft und die Blutgerichtsbarkeit. Die niedere Gerichtsbarkeit war im Besitz der Herren von Hunzenschwil, die zu Beginn des 14. Jahrhunderts ausstarben. Den Habsburgern gelang es, auch die niederen Herrschaftsrechte an sich zu ziehen. Der Grundbesitz war unter verschiedenen Parteien aufgeteilt, darunter den Herren von Hallwyl, der Stadt Aarau und dem Stift Beromünster.

Luftansicht (1962)

1415 eroberten die Eidgenossen den Aargau. Hunzenschwil gehörte nun zum Untertanengebiet der Stadt Bern, dem so genannten Berner Aargau. Es bildete einen Teil des Gerichtsbezirks Rupperswil im Amt Lenzburg. 1528 führten die Berner die Reformation ein. 1618 nahm die erste Schule ihren Betrieb auf. Zwar führte eine gut ausgebaute Strasse durch das Dorf, dennoch dominierte in der frühen Neuzeit die Landwirtschaft, bis im 18. und 19. Jahrhundert verschiedene textilverarbeitende Betriebe hinzukamen. Beim Franzoseneinfall im März 1798 entmachteten die Franzosen die «Gnädigen Herren» von Bern und riefen die Helvetische Republik aus, die 1803 aufgelöst wurde. Hunzenschwil gehört seither zum Kanton Aargau.
Am 6. September 1877 erhielt Hunzenschwil Anschluss an das Eisenbahnnetz, als die Schweizerische Nationalbahn die Bahnstrecke Zofingen–Wettingen eröffnete. Der Konkurs dieser Gesellschaft im darauf folgenden Jahr belastete den Finanzhaushalt der Gemeinde jahrzehntelang. Nach dem Zweiten Weltkrieg begann ein wirtschaftlicher Aufschwung, der sich mit der Eröffnung der nahe gelegenen Autobahn noch verstärkte. Seit Beginn der 1950er Jahre hat sich die Bevölkerungszahl mehr als vervierfacht. Hunzenschwil besitzt seit 1960 eine eigene Kirche, gehört aber heute noch zur Pfarrei Suhr.

## Sehenswürdigkeiten

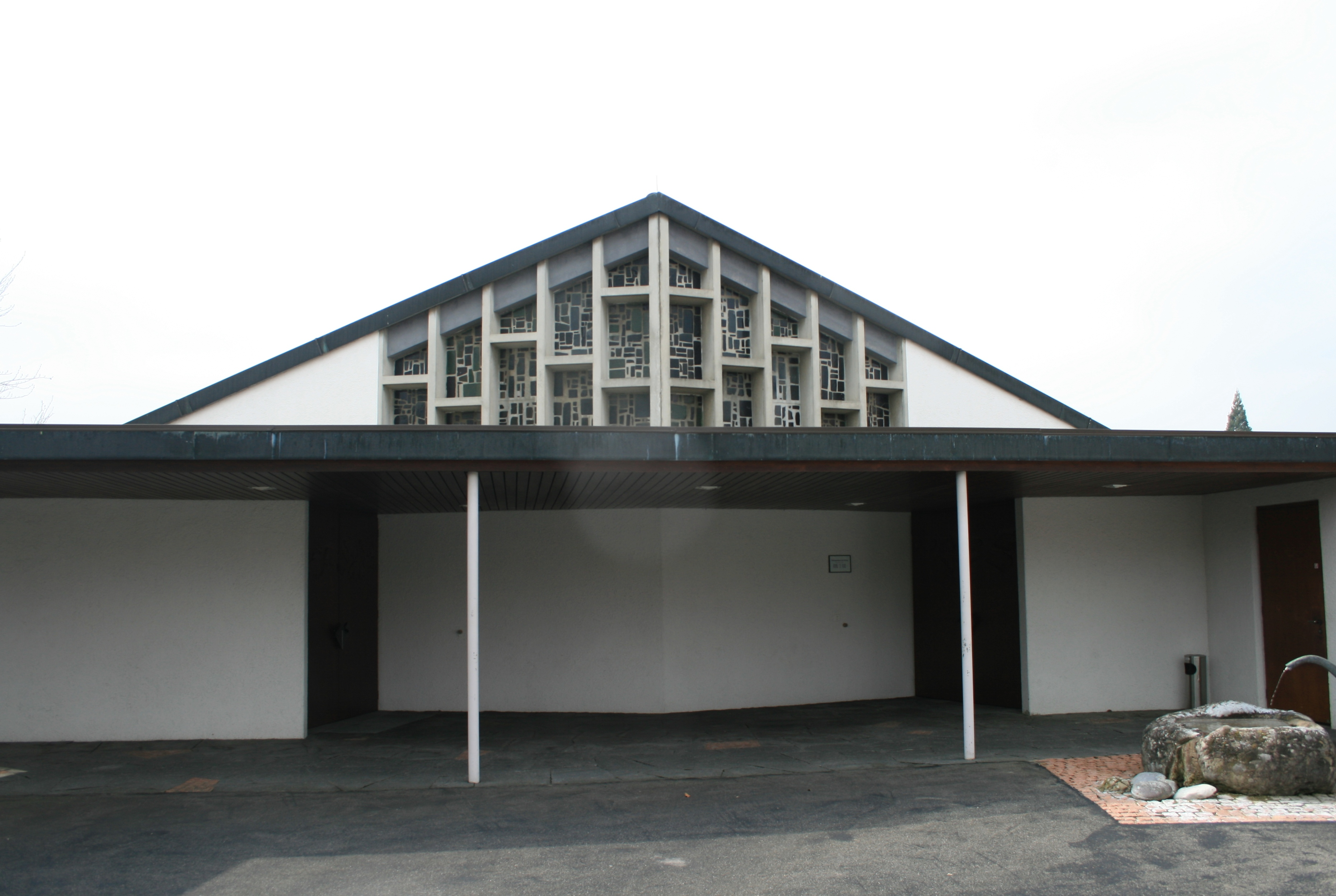
Reformierte Kirche

## Wappen
Die Blasonierung des Gemeindewappens lautet: «In Blau steigender gelber Windhund mit gelbem Halsband.» Hierbei handelt es sich um ein redendes Wappen, das auf eine volksetymologische Fehldeutung des Ortsnamens zurückgeht. Das Wappen erschien erstmals 1811 auf dem Gemeindesiegel. 1977 erfolgte eine Änderung des Wappenbildes: Bis dahin stand der Hund auf einem grünen Dreiberg, und dessen Zunge war rot statt gelb.

## Bevölkerung
Die Einwohnerzahlen entwickelten sich wie folgt:
| Jahr      | 1764 | 1798 | 1850 | 1900 | 1930 | 1950 | 1960 | 1970 | 1980 | 1990 | 2000 | 2010 | 2020 |
| Einwohner | 301  | 570  | 747  | 670  | 809  | 925  | 1312 | 1902 | 2219 | 2400 | 2575 | 3212 | 4209 |

Am 31. Dezember 2023 lebten 4415 Menschen in Hunzenschwil, der Ausländeranteil betrug 31,7 %. Bei der Volkszählung 2015 bezeichneten sich 29,0 % als reformiert und 24,6 % als römisch-katholisch; 46,4 % waren konfessionslos oder gehörten anderen Glaubensrichtungen an. 86,3 % gaben bei der Volkszählung 2000 Deutsch als ihre Hauptsprache an, 5,6 % Italienisch, 2,6 % Albanisch sowie je 1,4 % Serbokroatisch und Türkisch.

## Politik und Recht

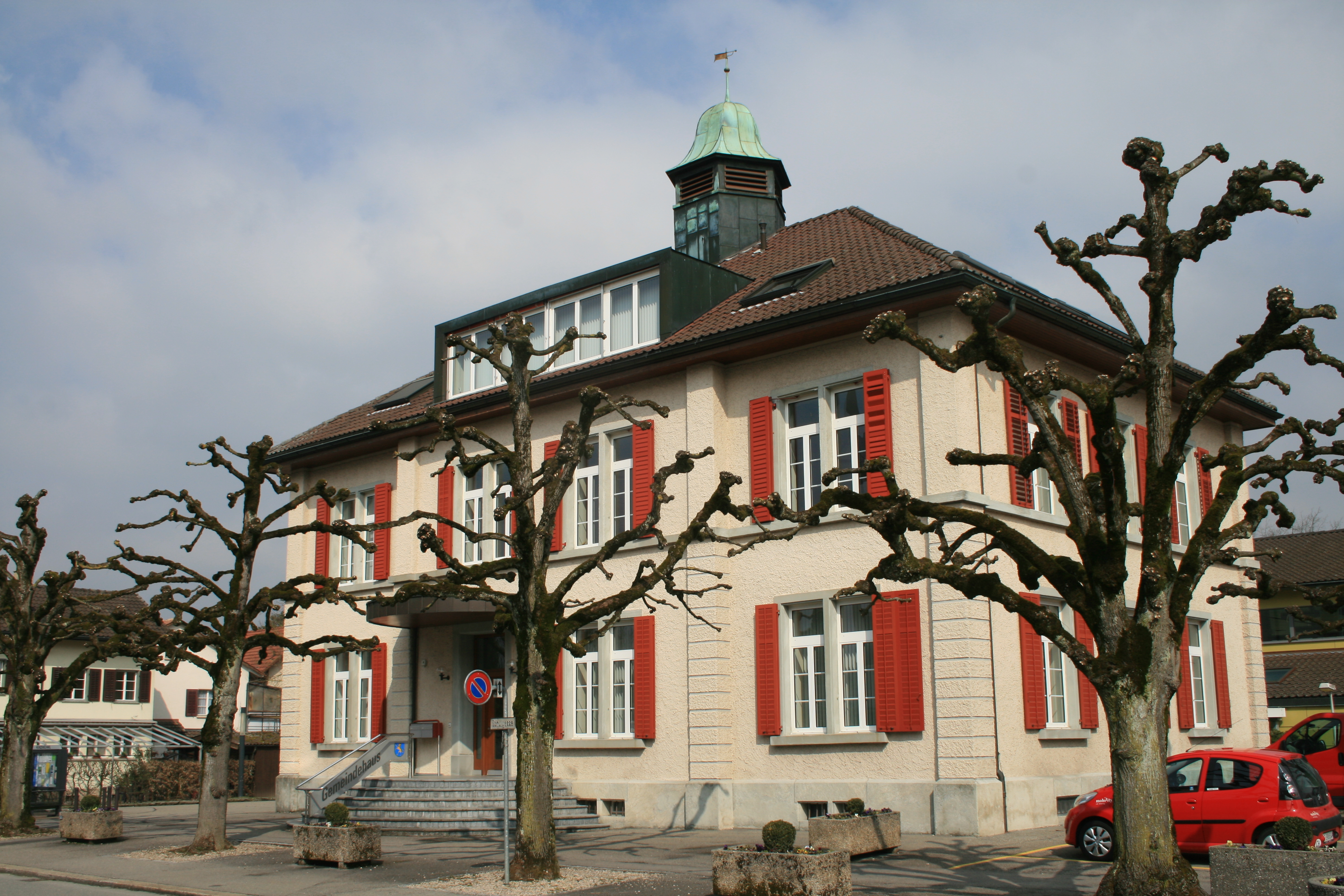
Gemeindehaus

Die Versammlung der Stimmberechtigten, die Gemeindeversammlung, übt die Legislativgewalt aus. Ausführende Behörde ist der fünfköpfige Gemeinderat. Er wird im Majorzverfahren vom Volk gewählt, seine Amtsdauer beträgt vier Jahre. Der Gemeinderat führt und repräsentiert die Gemeinde. Dazu vollzieht er die Beschlüsse der Gemeindeversammlung und die Aufgaben, die ihm vom Kanton zugeteilt wurden. Für Rechtsstreitigkeiten ist in erster Instanz das Bezirksgericht Lenzburg zuständig. Hunzenschwil gehört zum Friedensrichterkreis XII (Seon).

## Wirtschaft
In Hunzenschwil gibt es gemäss der im Jahr 2015 erhobenen Statistik der Unternehmensstruktur (STATENT) rund 1750 Arbeitsplätze, davon 2 % in der Landwirtschaft, 39 % in der Industrie und 59 % im Dienstleistungsbereich. Die wichtigsten Unternehmer sind eine Gummifedernfabrik und ein Hersteller von Kaffeemaschinen im Gastronomiebereich. Überdurchschnittlich vertreten sind das Baugewerbe und das Transportgewerbe. In Hunzenschwil befindet sich der Hauptsitz von Möbel Märki, einer der bedeutendsten Möbelhandelsketten der Schweiz. Viele Erwerbstätige sind Wegpendler und arbeiten in der näheren Umgebung, beispielsweise in Lenzburg oder Aarau.

## Verkehr
Hunzenschwil liegt äusserst verkehrsgünstig. Durch das Dorf verläuft die Hauptstrasse 1 von Zürich nach Bern. Am nordöstlichen Dorfrand befindet sich der Anschluss Aarau-Ost der Autobahn A1. Die autobahnähnliche Schnellstrasse T5 führt von dort nach Aarau. Nebenstrassen führen nach Rupperswil und Schafisheim. Der Bahnhof Hunzenschwil liegt an der SBB-Bahnstrecke Zofingen–Lenzburg; eine Buslinie der Gesellschaft Regionalbus Lenzburg verkehrt zum Bahnhof Lenzburg bzw. nach Rupperswil. An Wochenenden verkehrt ein Nachtbus von Aarau über Hunzenschwil nach Lenzburg.

## Bildung
Die Gemeinde verfügt über zwei Doppel-Kindergärten und ein Schulzentrum, in dem die Primarschule unterrichtet wird. Die Realschule und die Sekundarschule können in der Kreisschule Lotten der Gemeinden Hunzenschwil, Rupperswil und Schafisheim besucht werden. Die Bezirksschule befindet sich in Suhr. Die nächstgelegenen Gymnasien sind die Alte Kantonsschule und die Neue Kantonsschule, beide in Aarau.

## Persönlichkeiten
- Johann Rohr (1830–1909), Politiker